# Wyck Rissington
Wyck Rissington lub Wick Rissington lub Rissington Wyck – wieś i civil parish w Anglii, w hrabstwie Gloucestershire, w dystrykcie Cotswold. Leży 36 km na wschód od miasta Gloucester i 119 km na zachód od Londynu. W 2001 roku civil parish liczyła 129 mieszkańców. Wyck Rissington jest wspomniana w Domesday Book (1086) jako Risendone/Risendune.